# Лубченко Антон Володимирович
Лубченко, Антон Володимирович (нар. 4 квітня 1985, Обнінськ) — російський композитор, диригент.

## Біографія
«...What was very interesting about this program was also the fact of that score by that brilliant Russian boy (Anton) Lubchenko. Ah! What music. That's the real thing and he's 23...»—  Clement Crisp, London 

### Дитячі роки
Народився 4 квітня 1985 року в місті Обнінську Калузької області, СРСР. З раннього дитинства жив у Москві з бабусею, яка працювала архітектором. Навчання нотній грамоті почав з 3-х років в дитячій хоровій студії Москви під керівництвом Ганни Фроловни Цукер.
В 1999-му році поступив у Харківську середню спеціальну школу-десятирічкуна теоретичне відділення. У цій школі по-справжньому починається його перше серйозна музична освіта. Його педагогами були професора Л. Ф. Шукайло — по класу композиції (у цього ж педагога у свій час у Харкові починав навчання Леонід Десятников), Є. В. Кононова — клас фортепіано, І. Л. Іванова — з історії музики. Саме Ірина Леонідівна Іванова значно вплинула на музичне виховання молодого композитора, прищеплюючи йому музичний смак, знайомлячи його з партитурами Д. Шостаковича, Р. Вагнера, І. Стравінського. У харківський період створюються Перший фортепіанний концерт, Перший квартет, присвячений пам'яті жертв-євреїв, розстріляних фашистами в Дробицькому Яру.
У 2001-му році отримує Першу премію на юнацькому конкурсі композиторів імені В. Гаврилінав Санкт-Петербурзі за Сонату № 1 для альта та фортепіано, соч.3.
На запрошення Спілки композиторів Санкт-Петербурга поступає в 10-й клас знаменитої Санкт-Петербурзької музичної школи-десятирічки при Консерваторії, де його педагогами стають проф. Н. І. Броверман (клас фортепіано), продовжувач ф-нной школи Н.Голубовской, і відомий ленінградський композитор, в минулому — учень Д. Шостаковича, проф. Олександр Мнацаканян. У роки навчання в петербурзькій десятирічці пишуться 2-й і 3-й фортепіанний концерти, 1-ша і 2-га симфонії, а також «Літургія св. Іоанна Златоуста» для мішаного хору a cappella. Саме публічне виконання цієї Літургії під керуванням професора Валерія Успенськогона відкритті XII Пасхального фестивалю в Санкт-Петербурзі в 2003-му році послужило початком публічної композиторської кар'єри 18-річного композитора.
У 2002-му році удостоєний премії М. Плетньова на I Міжнародному конкурсі композиторів імені О. М. Скрябіна в Москві за Сонату № 2 для альта та фортепіано, тв. 12.

### Роки в консерваторії
З першого курсу консерваторії поєднує навчання з роботою концертмейстера балету в Санкт-Петербурзької консерваторії, де знайомиться зі специфікою класичного балету, а з другого курсу — в Маріїнському театрі.
У 2004-му році гастролює в Китаї, де виконує свою 3-тю і 4-ту фортепіанні сонати, а також фортепіанні твори Р.Шумана та П. Чайковського.
2004 року удостоєний гранту губернатора Санкт-Петербурга В. Матвієнко «Музи Санкт-Петербурга» за 4-й струнний квартет.
У 2005-му році відбулося доленосне для Антона знайомство з маестро Валерієм Гергієвим. Лубченко пише свою першу оперу «Невський проспект» для участі у конкурсі, оголошеному Маріїнським театром на створення одноактних опер до ювілею М. Гоголя, ставши й автором лібрето до опери. Йому єдиному з учасників конкурсу Академія молодих співаків Маріїнського театру надає своїх вокалістів (2 складу) для показу опери. Опера не отримала призового місця, оскільки не в міру амбітний молодий композитор навмисно порушує всі умови конкурсу, створивши двохактну оперу замість одноактної та ввівши хорові сцени, тоді як умови конкурсу обмежували участь хору. Тим не менш, показ слухає сам Валерій Гергієв і дає прихильну оцінку опері. Це одразу стає приводом для замовлення Антону нової опери «Син людський» (2006), пам'яті жертв Бесланській трагедії. У зв'язку зі стислими термінами, клавір опери був закінчений у рекордна час — за 20 днів, і за півтора місяця створюється партитура.
Прем'єра відбулася в жовтні 2006 року у Владикавказі (музичний керівник — Лариса Гергієва, режисер-постановник — А. Галай). У цій постановці опера йшла під назвою «Мауглі».
2006 року в Москві на студії «Телеміст» на замовлення телеканалу «Культура» про життя та творчість Антона Лубченко був знятий документальний фільм «Людина квітня» (режисер — Дмитро Лавриненко). Стрічка удостоєна Національна премія «Лавр» у номінації «Найкращий документальний телепроект року 2007».
2007 року удостоєний 1-ї премії на Міжнародному конкурсі виконавців-композиторів ім. А. Караманова в Москві за Сонату № 5 («Фрески») для фортепіано (2007)
2007 року записує альбом «Кармадонській соната» з Академічним Симфонічним оркестром Санкт-Петербурзької філармонії (диригент — Олександр Титов) спільно з Паризької асоціацієюDan Revival Projects. На прохання батьків загиблого з групою Сергія Бодрова оператора Данила Гуревича в Кармадонській ущелині, випуск диска приурочений до п'ятої річниці трагедії. До альбому увійшли такі твори як 3-тя симфонія («Маленька симфонія») для струнних, «Молитовна пісня» для фортепіано з оркестром і Квартет № 7 («Пам'яті П. І. Чайковського»). Надалі ці твори очікувала благополучна сценічна доля: 3-ту симфонію включив у програму своїх гастролей до Фінляндії петербурзький диригент Володимир Альтшулер, «Молитовну пісня» виконували такі оркестри як Камерний оркестр Маріїнського театру (диригент — Леонід Корчмар, соліст — автор), Державний симфонічний оркестр «Нова Росія»(диригент — А. Лубченко, солістка — Єлизавета Трунова). У рамках презентації у Парижі відбулися гастролі А. Лубченко як піаніста. У програму входили власні твори та фортепіанні твори П. І. Чайковського.
У травні 2008 року відбувся дебют Антона Лубченко на «Ленфільмі». Він погоджується терміново замінити композитора, який посварився з режисером Вл. Моссом, і в рекордний термін — за три ночі — створює саундтрек до художнього фільму «Сутінки», знятому за мотивами «Злочини і покарання» Ф. Достоєвського. Прем'єра фільму відбулася на Московському МКФ 2008 року. Пізніше, критики відзначали особливу роль саундтреку в цій картині.
 «... Саундтрек особливий, запам'ятовується, часом вибивається своїми першими, немов чужими нотами головної теми, що звучить дисонансом, але тим сильніше створює ту саму сутінкову атмосферу картини, якій вона зобов'язана своєю назвою...»— "Тарбут ", Ізраїль, лютий 2011 
2008 року закінчив навчання в Санкт-Петербурзької консерваторії на композиторському факультеті.

### Початок диригентської кар'єри
2008 року Валерій Гергієв знайомить Антона Лубченка з відомим канадським хореографом Пітером Куанцем, який у той час створює свою виставу на музику І. Стравінського в Маріїнському театрі та перебуває у пошуку сучасного композитора для наступних робіт. Спеціально для Пітера Куанца композитор створює свою Симфонію № 5 («Симфонія з 9-ма варіаціями»), на музику якої хореограф ставить свій балет «In colours». Прем'єра відбулася в Канаді 4 березня 2009 на сцені Toronto Opera House і супроводжувалася захопленими рецензіями в таких авторитетних виданнях, як Financial Times London, Danceviewtimes Toronto, Ballet Rewiew New-York. Спеціально прилетів із Лондона на прем'єру авторитетний балетний критик Клемент Крисп, він назвав композитора «23-річним російським діамантом».
...The new scores were by Anton Lubchenko, providing a bold orchestral suite...assured and musically responsive, and Lubchenko's score fascinating...—  Financial Times London
Таким чином, відбувся не лише перший західний симфонічний дебют А. Лубченка, а й — найголовніше — диригентський дебют, оскільки прем'єрою композитор диригував сам. З цього моменту починається диригентська кар'єра Антона. Він достатньо скоро призупиняє свої фортепіанні виступи, які ніколи не супроводжувалися особливим успіхом, та цілком присвячує себе осягненню диригентського ремесла. Їздить на Захід, спостерігає репетиції, консультується з такими великими диригентами як Валерій Гергієв, Зубін Мета, Геннадій Рождественський. Надалі А. Лубченко співпрацював з найкращими російськими та зарубіжними колективами, такими як Академічний симфонічний оркестр Санкт-Петербурзької філармонії, Державний симфонічний оркестр «Нова Росія», Оркестр Державного Ермітажу, Національний академічний Великий театр опери та балету Республіки Білорусь, Національний симфонічний оркестр Республіки Білорусь, Komische Opera Berlin, National Ballet of Canada, Orchestre Symphonique et Lyrique de Nancy.

### Державні проекти. Музично-громадська діяльність[23]
2010 року з ініціативи Газпрому створює симфонічний триптих із трьох увертюр-фантазій «Індустріальна трилогія». Кожна увертюра присвячена одному з проектів Газпрому. Незважаючи на те, що відкритих публічних виконань цього твору не було, інформація, що просочилася в ЗМІ, викликала бурхливу реакцію в пресі. 
До альбому, поряд з «Індустріальної трилогією», як пролог увійшов запис Святкової поеми Сергія Прокоф'єва ''Зустріч Волги з Доном'', присвяченої будівництву Волго-Донського каналу. Це одне з найостанніших творів Сергія Прокоф'єва (і на жаль, самих рідко виконуваних), на думку критиків, придбало нову свіжість у диригентській інтерпретації А. Лубченка.
У червні 2010 як художній керівник та диригент здійснив проект Вахта Пам'яті в Брестській фортеці. На відкритому майданчику у стінах фортеці в 4 годині ранку 22 червня звучали твори воєнних років С.Прокоф 'єва та Д. Шостаковича, а також спеціально написана Кантата А. Лубченка «Брестська фортеця». Проект здійснено за підтримки Міністерства культури РФ, Міждержавного Фонду Гуманітарної Співпраці (МФГС), ФА Росспівробітництво, Міністерства культури РБ, Маріїнського театру.
В рамках цього проекту вперше на пострадянському просторі була виконана Симфонічна сюїта «1941» соч. 90 С. Прокоф'єва, а також відбулася світова прем'єра трьох оркестрових фрагментів з музики до фільму «Падіння Берліна» Д. Шостаковича, що не увійшли в основну сюїту. Примітно, що партію сольного рояля в третьому фрагменті «Штурм Зееловских висот» виконала молода, але відома піаністка з Німеччини Регіна Черничко. Цей концерт став першим у низці міцної творчої співпраці цих двох музикантів. Для неї він створює 4-й фортепіанний концерт («Весняний») соч.73, Concerto grosso «Auschwitz» для ф-но, альта та кларнета з оркестром, соч.75.. Протягом декількох сезонів з Регіною Черничко були виконані фортепіанні концерти Д. Шостаковича, С. Рахманінова та Ф. Мендельсона.
У сезоні 2010—2011 з благословення Валерія Гергієва і за рекомендацією Міністерства культури РФ очолив Державний Академічний театр опери та балету Республіки Бурятія як художній керівник та диригент, ставши при цьому наймолодшим художнім керівником оперного театру в історії Росії. Саме йому було довірено відкрити оновлену сцену театру після тривалої реконструкції. 
У лютому 2011 під час свого офіційного візиту до Бурятію міністр культури РФ Олександр Авдєєв дав високу оцінку діяльності театру.
У жовтні 2010 року стає організатором та художнім керівником Міжнародного музичного фестивалю «Пори року». Гостями фестивалю стали такі артисти як Денис Мацуєв,Юрій Богданов, Андрій Гугнін, Регіна Черничко, солісти Великого та Маріїнського театрів.
2011 року створює для Пітера Куанца музику до балету «Дзамбулінг» (в перекладі з тибетської —«місце, де живуть люди»). Цей спектакль, музика якого поєднує в собі елементи рока, класики, авангарду, етно, фольку — стає першим буддистським академічним балетом. Разом з іншим балетом, «Спогади про Баха», прем'єра проходить в Іркутську.
11 жовтня 2011 р. у рамках гастролей Бурятського оперного театру до Москви, ці балети були представлені на сцені Большого театру Росії. Спектакль був тепло зустрінутий столичної та федеральною пресою.
2011 року Кантата А.Лубченка «Вигук»на текст М.Ломоносова удостоєна Першої премії та спеціальної премії Московської консерваторії на конкурсі«Ода Ломоносову» Московським Державним Університетом. Твір виповнювалося в присутності Уряду РФ на концерті, присвяченому 300-річчю М. В. Ломоносов у Великому залі МДУ, а також у Великому Светлановском залі Московського Міжнародного будинку музики
У 2011 підписав ексклюзивний західний контракт з німецьким концертним агентством «Haydn Rawstron Limited» (р. Бонн). Його колегами по цьому агентству є такі зірки, як Сергій Лейферкус, Володимир Байков, Грегор Бюхль.
У червні 2012 року брав участь у святкуванні 1150-річчя зародження Російської державності в Санкт-Петербурзі. Прем'єра Симфонічного епосу «Русь Православна» (Симфонія № 7) фа-мінор, соч.87 А.Лубченка у виконанні Академічного симфонічного оркестру Санкт-Петербурзької філармонії під керуванням автора була включена до офіційного плану святкування в рамках Міжнародної конференція «Північно-Захід-колиска російської державності». Виконання викликало захоплені відгуки у ЗМІ, а також у російських релігійних православних колах.
У 2012 Антон Лубченко створив свою оркестрову редакцію останньої опери С. Прокоф'єва «Повість про справжню людину». З дня створення ця опера жодного разу не ставилася на сцені без купюр і в первісному вигляді, із збереженням оригінального тексту. За твердженням Антона Лубченка, «у свідомості людей ця опера, яка містить у собі безодню композиторських одкровень та гарної музики, є символом радянської кон'юнктури». Створюючи свою редакцію опери, А. Лубченко, користуючись рукописами композитора, ставив завдання дбайливо відновити первісний задум композитора, словесний текст, відновити купюри, зроблені при постановці цієї опери М. Ермлером і Г. Рождественським, більш наблизити оркестровку, здійснену П. Ламмом, до авторського задуму, дещо по-іншому розшифровуючи авторські розмітки в клавірі, спираючись на зразки симфонічного стилю Прокоф'єва, залишеного композитором в інших творах пізнього періоду. Як «пілотний проект» світова прем'єра сюїти з цієї опери в оркестровій редакції А. Лубченка відбулася під його керуванням у Франції, в Нансі 22 листопада 2012 р.
У грудні 2012 балети Антона Лубченка «Souvenir de Bach» і «Dzambuling» були удостоєні Державної премії Республіки Бурятія. 
С 2013 року — за рекомендацією Міністерства культури РФ призначений художнім керівником та головним диригентом Державного Приморського театру опери та балету у Владивостоці.

## Стилістика
Композитор не ставить перед собою завдання створювати твори в якому-небудь єдиному руслі, щоразу при створенні твору відштовхуючись від приводу, що послужив причиною замовлення. Не прагнучи до новаторства як до самоцілі, для А. Лубченка представляє інтерес не лише продовжувати самі різні традиції минулого, а й несподівано сплавляти їх у єдиному музичному котлі. Так, в останній Сьомої симфонії автор спробував поєднати і традиції російського симфонізму, і пост-експресіоністські віяння, і сучасну музику. Серед цитованого композитором матеріалу знаходяться Петровські канти, романс Екатерініскіх часів «Стогне сизий голубок», знаменний розспів, канонічний православний тропар Христос воскрес, пісня «Катюша» М. Блантера, дві пісні з репертуару Алли Пугачової («Цей світ придуманий не нами», «Арлекіно») а також хіт 2010 року «We No Speak Americano». Сьомий квартет продовжує традиції нововіденців, 4-та і 6-та симфонія — традиції німецького пізнього романтизму. В опері «Доктор Живаго», за словами композитора, він спробував створити нову національну оперу шляхом змішування традицій всіх ліній російської опери — Мусоргського, Чайковського та Прокоф'єва. Найбільш цікавим вважає в музиці «свідомий еклектизм». Серед улюблених композиторів, що зробили найбільший, на його погляд, на нього вплив — називає П. Чайковського, Г. Малера та К. Вайля.

## Основні твори

### Симфонічні твори
- Симфонія № 1 «Salve Regina» (2001)
- Симфонія № 2 «Класична» (2003)
- симфонія № 3 «Маленька симфонія» для струнних (2007)
- симфонія № 4 «Велика симфонія» (2006)
- Симфонія № 5 («Симфонія з 9-ма варіаціями») (2008)
- Симфонія № 6 («Симфонія в 3-х фресках») для хору, оркестру та альта соло (2008)
- Симфонія № 7 («Русь православна») (2012)
- «Індустріальна трилогія» для оркестру (2010)
- «Souvenir de Bach» (Маленькі варіації на тему І. С. Баха) для камерного оркестру (2011)

### Опери
- «Лялечка». Опера-фантасмагорія в 2-х діях, за новелою Е. Т. А. Гофмана «Пісочна людина» (2005)
- «Невський проспект». Петербурзькі музичні сцени в 2-х діях, за однойменною повістю М.Гоголя (2005)
- «Син людський». Дитячі музичні сцени в 2-х діях з прологом, за мотивами оповідань Кіплінга (2006)
- «Доктор Живаго». Російська музична драма в 9-ти сценах, за мотивами роману Б.Пастернака (2008—2013)

### Кантати, хорові, вокально-симфонічні твори
- Літургія св. Іоанна Златоуста для змішаного хору a cappella (2002)
- Меса для хору, солістів та оркестру (2003)
- Реквієм на екст 85-го Псалма Давида, для хору, соліста, духових та ударних (2004, друга редакція-2006)
- Concerto-Requiem на канонічний католицький текст для 4-х солістів, хору та оркестру (2008)
- Кантата «Брестська фортеця» на документальні тексти часів ВВВ, з використанням Євангельських текстів, для читця, соліста, хору та оркестру (2010)
- Кантата «Вигук» на тексти М.Ломоносова, для мішаного хору a cappella (2011)
- «Der letzter Gesange» на текст св. Матері Терези, для голосу та камерного оркестру (2011)
- «Молитва св. мученикам Фролу та Лавру» на канонічний текст, для чоловічих голосів (2012)

### Балети
- «Рибак і його душа», балет-феєрія на 2-х актах за однойменною новелою О. Уайльда, хореограф — П. Куанц (2008)
- «Виклик часу», три графічно-хореографічних портрета, хореограф — Улла Гейгетс (2008)
- «In colours», одноактний неокласичний балет, хореограф — П. Куанц (2009)
- «Dzambuling», одноактний балет на буддисткою мотиви, хореограф — П. Куанц (2011)
- «Souvenir de Bach», одноактний неокласичний балет, хореограф — П. Куанц (2011)

### Концерти
- Концерт № 1 для ф-но з оркестром, до-мінор (2001)
- Концерт № 2 для ф-но з оркестром, соль-мінор (2002)
- Концерт № 3 для ф-но з оркестром, мі-мінор (2003)
- Концерт № 4 («Весняний») для ф-но з оркестром, До-мажор (2010)
- Капричіо для ф-но з оркестром, ля-мінор (2004)
- Маленька концертна музика для ф-но з оркестром (2004)
- «Молитовна пісня» (Камерний концерт для ф-но з оркестром) (2006)
- «Сповідь». Концерт для альта з оркестром (2008)
- Concerto grosso «Auschwitz» для кларнета, альта, ф-но та камерного оркестру (2010)

### Музика до кіно
- «Ракушка» (2006)
- «Сутінки» (2008)